# Black Rock (Nouveau-Brunswick)
Pour les articles homonymes, voir Black Rock.
Black Rock est une autorité taxatrice de la paroisse de New Bandon, située dans le comté de Gloucester, au nord-est du Nouveau-Brunswick.

## Histoire
Black Rock est situé dans le territoire historique des Micmacs, plus précisément dans le district de Gespegeogag, qui comprend le littoral de la baie des Chaleurs.
Black Rock est fondé en 1840 par des colons irlandais. Il consiste en une expansion de l'établissement de New Bandon. Le village est probablement nommé d'après une région située près de Dublin. Black Rock possède un bureau de poste entre 1878 et 1969.

## Administration

### Représentation et tendances politiques
Nouveau-Brunswick: Black Rock fait partie de la circonscription de Nepisiguit, qui est représentée à l'Assemblée législative du Nouveau-Brunswick par Ryan Riordon, du Parti progressiste-conservateur. Il fut élu en 2010.